# I liga urugwajska w piłce nożnej (1962)
- Mistrz Urugwaju 1962: CA Peñarol
- Wicemistrz Urugwaju 1962: Club Nacional de Football
- Copa Libertadores 1963: CA Peñarol
- Spadek do drugiej ligi: Central Montevideo
- Awans z drugiej ligi: Montevideo Wanderers

Mistrzostwa Urugwaju w roku 1962 były mistrzostwami rozgrywanymi według systemu, w którym wszystkie kluby rozgrywały ze sobą mecze każdy z każdym u siebie i na wyjeździe, a o tytule mistrza i dalszej kolejności decydowała końcowa tabela.

## Primera División

### Końcowa tabela sezonu 1962
| Poz | Klub                      | Mecze | Zw | Rem | Por | Pkt | BrZd | BrStr |
| --- | ------------------------- | ----- | -- | --- | --- | --- | ---- | ----- |
| 1   | CA Peñarol                | 18    | 16 | 1   | 1   | 33  | 54   | 9     |
| 2   | Club Nacional de Football | 18    | 12 | 3   | 3   | 27  | 43   | 24    |
| 3   | Fénix Montevideo          | 18    | 8  | 2   | 8   | 18  | 25   | 36    |
| 4   | Defensor Sporting         | 18    | 5  | 7   | 6   | 17  | 28   | 23    |
| 5   | Racing Montevideo         | 18    | 4  | 9   | 5   | 17  | 30   | 33    |
| 6   | CA Cerro                  | 18    | 6  | 5   | 7   | 17  | 25   | 29    |
| 7   | Rampla Juniors            | 18    | 6  | 3   | 9   | 15  | 24   | 33    |
| 8   | Liverpool Montevideo      | 18    | 5  | 5   | 8   | 15  | 24   | 37    |
| 9   | Central Montevideo        | 18    | 4  | 3   | 11  | 11  | 19   | 31    |
| 10  | Danubio FC                | 18    | 4  | 2   | 12  | 10  | 17   | 34    |

### Klasyfikacja strzelców bramek
| Gole | Piłkarz         | Klub       |
| ---- | --------------- | ---------- |
| 16   | Alberto Spencer | CA Peñarol |